# 충주 박씨 열녀문
충주박씨 열녀문은 대한민국 충청북도 영동군 상촌면에 있다. 1997년 7월 4일 영동군의 향토유적 제46호로 지정되었다.

## 개요
남석정의 처 충주박씨의 열행을 기리기 위해 1784년 건립한 정문이다.